# Kim Da-ni
Đây là một tên người Triều Tiên, họ là Kim.
Dannielle Kim (Hangul: 김다니; sinh ngày 23 tháng 12 năm 1999 ,) thường được biết đến với tên gọi Dani hay Kim Da-ni, là cựu thành viên của nhóm nhạc nữ T-ARA N4. 
Năm 2015, Dani được MBK đưa vào làm thành viên chính thức của nhóm nhạc nữ mới tên là DIA nhưng sau đó cô và một thực tập sinh khác lại bị loại khỏi dự án này. Năm 2016, cô tham gia chương trình truyền hình thực tế sống còn PRODUCE 101 tuyển chọn nhóm nhạc nữ mới của kênh truyền hình Mnet cùng với hai thành viên của nhóm DIA là Heehyun và Chaeyeon.

## Tiểu sử
Dani sinh ngày 23 tháng 12 năm 1999. Tên khai sinh của cô là Dannielle Kim. Cô sống tại California kể từ năm 4 tuổi và thông thạo cả tiếng Hàn Quốc và tiếng Anh.

## Sự nghiệp

### 2012 - Hiện tại: Tham gia T-ARA N4, ra mắt cùng F-ve Dolls
Dani được phát hiện bởi Giám đốc điều hành Kim Kwang Soo trên đường phố sau một lần đến Hàn Quốc trong kỳ nghỉ để gặp cha mẹ. Sau đó, cô trở thành thực tập sinh của CCM và cô được Core Contents Media (nay là MBK) xác nhận là thành viên thứ 9 của T-ara vào ngày 30 tháng 5 năm 2012.
Cô diễn xuất lần đầu trên phim truyền hình School (2013).
Sau khi Areum rời khỏi T-ara và nhóm nhỏ T-ara N4, Dani được chọn để thay thế Areum trong T-ara N4. Core Contents Media (nay là MBK) đã thông báo sẽ không có bất kỳ thành viên mới vào T-ara do scandal "bắt nạt" của nhóm, và Dani sẽ chỉ là thành viên của T-ara N4 và cô chỉ tham gia với nhóm vào các hoạt động ở nước ngoài.
Vào 12 tháng 9, cô chính thức ra mắt với vai trò rapper và xuất hiện trong MV của nhóm F-ve Dolls với bài hát Can You Love Me.
Tháng 11 năm 2014, Dani xuất hiện trong M/V "Little Apple" của nhóm nhạc nữ cùng công ty T-ARA với thành viên cũ của nhóm F-ve Dolls (đã tan rã) là Seunghee.

### 2016: Tham gia Produce 101
Vào năm 2016, MBK xác nhận Dani, Ki Hee-hyun và Jung Chaeyeon (DIA) sẽ tham gia chương trình truyền hình thực tế sống còn của Mnet tên PRODUCE 101 . Dani luôn hoàn thành xuất sắc nhiệm vụ của chương trình và là thực tập sinh được ngưỡng mộ nhất khi cô còn ở khối B, các huấn luyện viên luôn thích Dani và dành nhiều ưu ái cho cô. Cô đứng thứ 6 trong đợt bình chọn thứ 1.Tuy nhiên, cô bị loại ở tập 10 vì số vote điểm thưởng và số vote cá nhân.

## Xuất hiện

### Phim truyền hình
| Năm  | Tựa đề         | Vai diễn   | Kênh |
| ---- | -------------- | ---------- | ---- |
| 2013 | School 2013    | Student    | KBS  |
| 2014 | My Lovely Girl | Lee Min-ah | KBS  |

### Video âm nhạc
| Năm  | Tên bài hát      | ca sĩ       |
| ---- | ---------------- | ----------- |
| 2012 | Day by Day       | T-ara       |
| 2013 | Can You Love Me? | F-ve Dolls  |
| 2014 | Little Apple     | T-ara       |
| 2016 | Pick Me          | Produce 101 |

## Danh sách đĩa nhạc
| Năm  | Album      | Bài hát            | Chú thích       |
| ---- | ---------- | ------------------ | --------------- |
| 2013 | First Love | "Can You Love Me?" | cùng F-ve Dolls |